# Sandelia
Sandelia es un género de pez de la familia Anabantidae.
Este género contienen las siguientes especies:
- Sandelia bainsii
- Sandelia capensis